# Campionato italiano di hockey su ghiaccio 2021-2022
Il Campionato italiano di hockey su ghiaccio 2021-2022 sarà l'88ª edizione dei tornei nazionali italiani di hockey su ghiaccio. 
Dopo il calo di iscritti nell'edizione 2020-2021, dovuto alla pandemia di COVID-19, e nonostante la partenza del Val Pusteria verso la più competitiva ICE Hockey League, il numero complessivo di squadre coinvolte è tornato a salire: sono rimaste sette le squadre del massimo campionato, mentre quelle della cadetteria sono tornate a essere 10, e 11 quelle della terza serie.

## Struttura
I tornei sono strutturati nei seguenti livelli:
| Livello | Denominazione campionato                           | Partecipanti                                        | Partecipanti                                        |
| ------- | -------------------------------------------------- | --------------------------------------------------- | --------------------------------------------------- |
| 1º      | Italian Hockey League - Serie A Alps Hockey League | 7 17 (7 squadre italiane, 9 austriache e 1 slovena) | 7 17 (7 squadre italiane, 9 austriache e 1 slovena) |
| 2º      | Italian Hockey League                              | 10                                                  | 10                                                  |
| 3º      | Italian Hockey League - Division I                 | 5 (Girone Est)                                      | 6 (Girone Ovest)                                    |

## Italian Hockey League - Serie A / AHL

### Serie A
Restano sette le squadre italiane partecipanti alla AHL, che si giocano anche il titolo italiano: in serie A il Val Pusteria ha lasciato il campionato per approdare in ICE Hockey League, mentre il Merano ha chiesto ed ottenuto una wild card, tornando così in Serie A dopo 18 anni.
Ad assegnare il titolo sarebbe dovuta essere una serie di play-off tra le prime quattro squadre in una classifica che teneva conto degli scontri diretti tra le sole compagini italiane, con semifinali e finali al meglio delle tre gare, e gare da disputarsi a gennaio 2022. Un'impennata dei casi di COVID-19, tuttavia, portò allo spostamento delle finali a febbraio 2022, durante la pausa dei campionati per Pechino 2022, con un cambio di formula: un girone all'italiana di andata e ritorno tra le medesime quattro squadre.
La classifica finale ha premiato con lo scudetto l'Asiago, seguito da Renon, Gherdëina e Cortina.

### AHL
Sono salite a 17 le partecipanti complessive al torneo tranfrontaliero di AHL: alla partenza di Val Pusteria e HK Olimpija, risultano iscritte, oltre al già citato Merano, anche l'EK Zell am See e i Vienna Capitals Silver. Entrambe queste squadre fanno ritorno nella lega internazionale dopo un anno di assenza. Si registra inoltre un cambio di denominazione: l'EC KAC II diviene EC KAC Future Team.

## Italian Hockey League
Il numero di iscritti alla IHL sarebbe dovuto tornare ad 11, nonostante il passaggio dell'HC Merano in Alps Hockey League. Oltre alla neopromossa Dobbiaco, ValpEagle e l'HC Como, che nella precedente stagione avevano usufruito della possibilità, concessa dalla FISG viste le incertezze causate dalla pandemia, di mantenere comunque i diritti sportivi per la partecipazione alla Italian Hockey League, sono entrambe tornate ad iscriversi.
La ValpEagle, tuttavia, ha ritirato la propria iscrizione il successivo 30 agosto, lasciando il campionato a 10 squadre.
Il campionato è stato vinto dall'Hockey Unterland Cavaliers che hanno battuto in finale (per 4 gare a due) il Valdifiemme Hockey Club.

## Italian Hockey League - Division I
Le squadre iscritte al campionato salgono a undici: ad eccezione del Dobbiaco promosso in IHL, sono confermate tutte le squadre che avevano partecipato alla stagione precedente (Val Venosta, HC Piné, HC Pieve di Cadore, Real Torino HC HC Valpellice Bulldogs, Milano Bears e HC Bolzano/Trento) mentre sono quattro le nuove iscritte: per tre si tratta di un ritorno (Aosta Gladiators, Chiavenna e HC Feltreghiaccio) mentre c'è il debutto assoluto per un'altra squadra milanese, l'Hockey Club Old Boys Milano.
Il titolo è stato vinto dall'Hockey Club Valpellice Bulldogs, nella finale contro l'Hockey Club Piné.

## Coppa Italia
La Coppa Italia si è svolta ancora una volta tra le compagini iscritte alla Italian Hockey League. Il numero di partecipanti è salito ad otto: per questa stagione, la Final Four, svoltasi ad Egna, è stata preceduta dai quarti di finale, giocati in casa delle squadre classificate ai primi quattro posti al termine della regular season.
L'Hockey Unterland Cavaliers si è confermato campione.
|  | Quarti di finale    | Quarti di finale    | Quarti di finale    |                     |             | Semifinali  | Semifinali | Semifinali |  |  | Finale | Finale | Finale |  |
|  |                     |                     |                     |                     |             |             |            |            |  |  |        |        |        |  |
|  | Valdifiemme         | Valdifiemme         | 4                   |                     |             |             |            |            |  |  |        |        |        |  |
|  | Valdifiemme         | Valdifiemme         | 4                   |                     |             |             |            |            |  |  |        |        |        |  |
|  | Varese              | Varese              | 1                   |                     |             |             |            |            |  |  |        |        |        |  |
|  | Varese              | Varese              | 1                   |                     | Valdifiemme | Valdifiemme | 1          |            |  |  |        |        |        |  |
|  |                     |                     |                     |                     | Valdifiemme | Valdifiemme | 1          |            |  |  |        |        |        |  |
|  |                     |                     | Pergine             | Pergine             | 2†          |             |            |            |  |  |        |        |        |  |
|  | Alleghe             | Alleghe             | Pergine             | Pergine             | 2†          | 0           |            |            |  |  |        |        |        |  |
|  | Alleghe             | Alleghe             |                     |                     |             |             |            |            |  |  |        |        |        |  |
|  | Pergine             | Pergine             | 5                   |                     |             |             |            |            |  |  |        |        |        |  |
|  | Pergine             | Pergine             | 5                   |                     | Pergine     | Pergine     | 3          |            |  |  |        |        |        |  |
|  |                     |                     |                     |                     |             |             |            |            |  |  |        |        |        |  |
|  |                     |                     | Unterland Cavaliers | Unterland Cavaliers | 4†          |             |            |            |  |  |        |        |        |  |
|  | Kaltern-Caldaro     | Kaltern-Caldaro     | Unterland Cavaliers | Unterland Cavaliers | 4†          | 3           |            |            |  |  |        |        |        |  |
|  | Kaltern-Caldaro     | Kaltern-Caldaro     |                     |                     |             |             |            |            |  |  |        |        |        |  |
|  | Dobbiaco            | Dobbiaco            | 4†                  |                     |             |             |            |            |  |  |        |        |        |  |
|  | Dobbiaco            | Dobbiaco            | 4†                  |                     | Dobbiaco    | Dobbiaco    | 1          |            |  |  |        |        |        |  |
|  |                     |                     |                     |                     | Dobbiaco    | Dobbiaco    | 1          |            |  |  |        |        |        |  |
|  |                     |                     | Unterland Cavaliers | Unterland Cavaliers | 4           |             |            |            |  |  |        |        |        |  |
|  | Unterland Cavaliers | Unterland Cavaliers | Unterland Cavaliers | Unterland Cavaliers | 4           | 6           |            |            |  |  |        |        |        |  |
|  | Unterland Cavaliers | Unterland Cavaliers |                     |                     |             |             |            |            |  |  |        |        |        |  |
|  | Como                | Como                | 5                   |                     |             |             |            |            |  |  |        |        |        |  |

Legenda: † = partita terminata ai tempi supplementari

## Supercoppa italiana
La Supercoppa Italiana 2021 è stata disputata il 2 settembre 2021, per questa edizione eccezionalmente in casa della detentrice della Coppa Italia. Curiosamente l'Asiago si è trovato a disputare due edizioni della Supercoppa in pochi giorni: l'edizione 2020, infatti, è stata più volte rinviata a causa della pandemia di COVID-19, ed infine fissata per il 4 settembre 2021; anche in questo caso l'avversario dei veneti è stato altoatesino: il Merano.
| Arbitri: | Federico Giacomozzi Omar Pinié |

|                              |           | |
| Kokoska (Wieser, Cont) 21:45 | Marcatori | 2:44 Magnabosco (Iacobellis, S. Marchetti) 34:24 Vankus (Magnabosco, Stevan) 43:00 Ginnetti (Mantenuto) 2:44 Mantenuto (Stevan, Tessari) |